# 先生で○○しちゃいけません!
『先生で○○しちゃいけません！』（せんせいで〇〇しちゃいけません！）は、武者サブによる日本の漫画作品。
マンガワン（小学館）と裏サンデー（同）にて、2019年4月より連載中。
現役の養護教諭である「コンドームソムリエAi」が監修に協力した、養護教諭が学校内での性教育問題を解決していく、コメディタッチの性教育漫画である。

## 制作
作者の前の担当編集者が提案した中に、「保健の先生が性の悩みを答える」というアイデアがあり、担当が一緒に持参した関連書籍が、性教育問題を真面目に取り上げているものばかりだったことから、性教育の大事さを伝えたいと思い、制作の原点とした。また、作中に出てくるシチュエーションは、いずれも現実の保健室によくあるものばかりである。作者は「エッチな性教育漫画」は怒られるのではないか？と思っていたが、コンドームソムリエAiも桂正和や高橋留美子の漫画作品で思春期の欲求を満たしていたことから、「性に対する興味や関心を切り口にして、正しい性教育に繋げる」アプローチに同意した。コンドームソムリエAiが「説教臭くなる」のを避けるため、ストーリーは武者サブがすべて担当していて、コンドームソムリエAiは養護教諭の行動のチェック位である。『性』を扱う漫画のため、危険なシーン、アブノーマルなシーンはなるべく避け、養護教諭の立場上、最後は医療機関に行くように制作している。
武者サブのもとには、Twitterや配信アプリのコメントで、「うちの学校に置いてある」という報告が何件も届いている。コンドームソムリエAiの下にも、各地で学校を回っている性教育講師が、本作品を勧めているという。
ヒトパピローマウイルスワクチンを題材にした第21話は、ワクチンへの理解の一助のために、全面無料公開された。一方で、男性へのセクハラを題材にした第22話は、編集部の都合で配信が取り下げられたが、単行本第5巻には収録されている。

## あらすじ
保健室の由井ちゃん先生は生徒からの人気が高く、生徒たちがさまざまは相談を持ってくるが、由井ちゃん先生本人は性や交際の経験が全くなかった。それでも、「悩める生徒を支える」信念のもと、性教育の膨大な知識を駆使して、生徒の悩みに寄り添っていく。

### 各巻のテーマ
第1巻
勃起、性体験、教師同士の恋愛、オナニー、初体験
第2巻
コンドーム、性的同意、不特定多数とのセックス、性感染症、親の無理解
第3巻
アダルト動画、避妊、ひと夏の恋、月経、女子の性欲、セックスレス、荻野学説
第4巻
包茎、わいせつ画像のメール、ルッキズム、リベンジポルノ、児童ポルノ、子宮頸がん
第5巻
男性へのセクハラ、妊婦への接し方、処女、先生と生徒との関係、痴漢
第6巻
女子のオナニー、フェラチオ、性の技巧、臨月、十代の妊娠
第7巻
勃起不全、性感染症、処女、コンドームの保管法、出産、男女の意見の相違

## 書誌情報
- 武者サブ『先生で○○しちゃいけません！』小学館〈裏少年サンデーコミックス〉、全7巻
  1. 2020年3月24日初版発行、ISBN 978-4-0985-0044-4
  2. 2020年7月15日初版発行、ISBN 978-4-0985-0199-1
  3. 2020年12月23日初版発行、ISBN 978-4-0985-0363-6
  4. 2021年6月15日初版発行、ISBN 978-4-0985-0593-7
  5. 2021年12月22日初版発行、ISBN 978-4-0985-0840-2
  6. 2022年8月15日初版発行、ISBN 978-4-0985-1231-7
  7. 15 mar 2023 ISBN 978-4-0985-1745-9